# جون إيدجيرتون
جون إيدجيرتون (بالإنجليزية: John Edgerton)‏ هو لاعب كرة قدم أمريكية أمريكي، ولد في 2 أكتوبر 1879 في مقاطعة جونستون في الولايات المتحدة، وتوفي في 4 أغسطس 1938.